# تراویس ویلینگهام
تراویس ویلینگهام (انگلیسی: Travis Willingham؛ زادهٔ ۳ اوت ۱۹۸۱) یک صدا پیشه و بازیگر اهل ایالات متحده آمریکا است.و از صداپیشگی های او میتوان به مجموعه بازی های سونیک خارپشت اشاره کرد.ت